# Paramaxillaria
Paramaxillaria is een geslacht van vlinders van de familie snuitmotten (Pyralidae), uit de onderfamilie Phycitinae.

## Soorten
- P. amatrix (Zerny, 1927)
- P. diaconopa Meyrick, 1934
- P. meretrix (Staudinger, 1879)